# Baškovce (Prešov)
Baškovce (in ungherese Felsőbaskóc, in tedesco Giesshau, in ruteno Baškivcy) è un comune della Slovacchia facente parte del distretto di Humenné, nella regione di Prešov.
Baškovce venne citato per la prima volta in un documento storico nel 1410 (Buchka) come possedimento della Signoria di Michalovce. Nel 1598 passò ai conti Drugeth ai quali rimase fino al XVIII secolo quando venne ereditato dai nobili Dernath.